# Waleri Nikolajewitsch Samulin

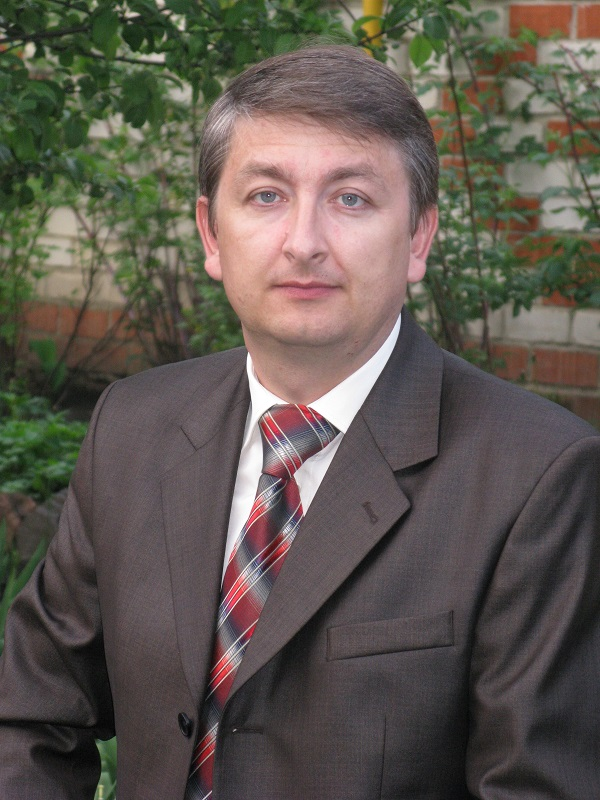
Waleri Nikolajewitsch Samulin

Waleri Nikolajewitsch Samulin (russisch Вале́рий Никола́евич Заму́лин; * 25. März 1968 in Schurawka, Rajon Prochorowka, Oblast Belgorod) ist ein russischer Historiker und Schriftsteller, der sich auf militärhistorische Themen spezialisiert hat. Seine Arbeiten handeln von der Geschichte der Region Kursk in der Zeit des Deutsch-Sowjetischen Krieges. 

## Leben
1992 schloss er sein Studium an der Fakultät für Geschichte des Belgoroder Staatlichen Pädagogischen Instituts ab. Seit 1996 beschäftigte er sich hauptsächlich mit dem Studium der Geschichte der Schlacht von Kursk, wobei er bisher ungenutzte Quellen der wichtigsten staatlichen und militärischen Archive in Russland und den USA nutzte. 2002 veröffentlichte er erstmals eine Arbeit über die Verluste der sowjetischen Panzertruppen und den Verlauf des Panzergefechts von Prochorowka am 12. Juli 1943. 
Samulin ist seit 2009 Kandidat der Geschichtswissenschaften, was dem deutschen akademischen Grad Dr. phil. entspricht.

## Werk
Samulin ist der Autor und Koautor von über 40 Publikationen über die Geschichte der Schlacht von Kursk und das Panzer-Gefecht von Prochorowka. Die von Samulin veröffentlichten Angaben unterscheiden sich sehr von der Geschichte über das Panzergefecht von Prochorowka die durch den ehemaligen Befehlshaber der 5. Garde-Panzer-Armee Hauptmarschall der Panzertruppen Pawel Alexejewitsch Rotmistrow seit Beginn der 1960er Jahre veröffentlicht wurde. Samulin konnte in seinen Arbeiten eine Geschichtsfälschung durch Rotmistrow nachweisen. (→Betrug und Fälschung in der Wissenschaft, Zensur in der Sowjetunion)
Mit Samulins Unterstützung wurden zwei Fernsehdokumentationen über die Schlacht von Kursk erstellt, die von der WGTRK (Allrussische staatliche Fernseh- und Radiogesellschaft) und dem Sender Perwy kanal produziert wurden. Darüber hinaus wirkte er bei der Erstellung verschiedener Radiodokumentationen über die Schlacht von Kursk mit.

## Publikationen (Auswahl)
- Прохоровка - неизвестное сражение великой войны (Prochorowka - unbekannte Schlacht des Großen Krieges); АСТ 2005; ISBN 5-17-022743-4
- Засекреченная Курская битва. Неизвестные документы свидетельствуют (Geheimsache Schlacht von Kursk. Unbekannte Dokumente klären auf.); Яуза, Эксмо (Jausa, Exmo) Moskau 2008; ISBN 978-5-699-28288-3. (online)
- Курский излом. Решающая битва Великой Отечественной. (Der Durchbruch von Kursk. Die entscheidende Schlacht des Großen Vaterländischen Krieges); Яуза, Эксмо (Jausa, Exmo) Moskau 2008; ISBN 978-5-699-27682-0 (online)
- Забытое сражение Огненной Дуги. (Vergessene Schlacht des Flammenden Bogens); Яуза, Эксмо (Jausa, Exmo) Moskau 2009; ISBN 978-5-699-29830-3
- Оборонительные бои советских сухопутных войск на южном фасе Курской дуги: обоянское и прохоровское направления (5-16 июля 1943 года) (Der Verteidigungskampf der sowjetischen Armeen im südlichen Abschnitt des Kursker Bogens: Obojansk und Prochorowka (5. bis 16. Juli 1943)); Dissertation Kursk 2009 (online; ZIP; 96 kB)